# Carlos Viana
Carlos Alberto Dias Viana (Braúnas, 22 de março de 1963) é um jornalista e político brasileiro, filiado ao Podemos (PODE). Atualmente, é senador da República por Minas Gerais.

## Trajetória profissional
Carlos Viana é formado em jornalismo e pós-graduado em Gestão Estratégica de Marketing pelo Centro de Pesquisas Administrativas da Universidade Federal de Minas Gerais (UFMG). Viana iniciou sua carreira profissional aos 24 anos, quando foi escolhido como representante brasileiro da empresa Deutsche Lufthansa AG para desenvolver projetos de divulgação sobre a Alemanha no estado de Minas Gerais, durante seis anos. Carlos Viana realizou diversas atividades e cursos no exterior, tendo visitado 16 países e levado milhares de brasileiros a conhecer as paisagens e feiras profissionais alemãs. Na época, o escritório da Lufthansa, em Belo Horizonte, se tornou um dos mais lucrativos em todo o Brasil.
Na televisão iniciou como repórter da Rede Minas de Televisão, TV Globo Minas, e TV Bahia. Após voltar à Minas Gerais em 1999, ganhou visibilidade ao ser repórter e apresentador do Jornal da Alterosa, exibido pela rede de televisão mineira TV Alterosa. Em 2004, Viana deixou o cargo de apresentador e editor assistente no Jornal da Alterosa, para apresentar e editar o Alterosa Urgente, programa que estreou no dia 16 de junho de 2004 na programação da TV Alterosa, e que tinha como objetivo de mostrar as notícias de maior interesse de Minas Gerais, com informações instantâneas sobre o que de mais importante estivesse ocorrendo em Belo Horizonte.
Em outubro de 2004 foi para os Estados Unidos onde, na cidade de Cliffside Park Nova Jersey atuou como editor-chefe do National - The Brazilian Newspaper.
Ao voltar para o Brasil, foi contratado pela Rádio Itatiaia em 2007 para apresentação do programa Plantão da Cidade. Neste mesmo período, atuou como âncora do programa de jornalismo e cobertura policial Balanço Geral, exibido pela TV Record Minas, programa que comandou por quase um ano.
Em 2008, Viana deixou a apresentação do programa e a Record Minas, e retornou para a TV Alterosa, para novamente apresentar o Alterosa Urgente. Esta nova passagem pela emissora foi rápida, quando após três meses o jornalista desligou-se da emissora. 
Poucos meses depois, Viana voltou à Record Minas onde apresentou o MG Record até junho de 2018.
No rádio, Viana atuou como apresentador do Plantão da Cidade, programa transmitido pela rádio Itatiaia, até 15 de dezembro de 2018.
No jornalismo impresso, o Viana teve passagens por jornais da capital mineira como repórter de veículos, além de assinar por dois anos uma coluna especializada em aviação em um dos jornais de maior circulação de Minas Gerais.

## Política
Filiado ao Partido Humanista da Solidariedade (PHS) em abril de 2018 anunciou que seria candidato a uma das duas vagas de senador nas eleições estaduais em Minas Gerais em 2018. Elegeu-se com Rodrigo Pacheco (PSD).
Em dezembro de 2018, anunciou ingresso no Partido Social Democrático (PSD), tendo a filiação abonada em fevereiro de 2019.
Filiou-se ao Partido Liberal (PL) para candidatar-se ao governo de Minas Gerais nas eleições estaduais em Minas Gerais em 2022. Ficou em 3º lugar, com 783.800 votos (7,23%).
Em Agosto de 2024 oficializou sua candidatura a prefeito de Belo Horizonte pelo Podemos. Ele tem como coligação o DC, PMN e PRTB.

em 20 de agosto de 2025 venceu a eleição para a presidência da Cpmi do inss derrotando o candidato governista apoiado pelo presidente Lula PT o Senador de alagoas omar aziz PSD  por 17 X 14

## Desempenho eleitoral
| Ano  | Eleição                     | Partido | Candidato a | Votos     | %      | Resultado  | Ref    |
| ---- | --------------------------- | ------- | ----------- | --------- | ------ | ---------- | ------ |
| 2004 | Municipal de Belo Horizonte | PSC     | Vereador    | 3.298     | 0,26%  | Suplente   | [ 14 ] |
| 2018 | Estaduais em Minas Gerais   | PHS     | Senador     | 3.568.658 | 20,22% | Eleito     | [ 15 ] |
| 2022 | Estaduais em Minas Gerais   | PL      | Governador  | 783.800   | 7,23%  | Não eleito | [ 16 ] |
| 2024 | Municipal de Belo Horizonte | PODE    | Prefeito    | 12.712    | 1,00%  | Não eleito | [ 17 ] |